# Andy Levitre
Andrew Steven „Andy“ Levitre (* 15. Mai 1986 in Los Gatos, Kalifornien) ist ein ehemaliger US-amerikanischer American-Football-Spieler auf der Position des Guards. Er spielte zehn Jahre für die Buffalo Bills, die Tennessee Titans und die Atlanta Falcons in der National Football League (NFL).

## Highschool und College
Levitre spielte in der Highschool-Mannschaft der San Lorenzo Valley High School in Felton, Kalifornien sowohl in der Offensive Line als auch in der Defensive Line. Im Jahre 2004 ging er auf die Oregon State University. Hier spielte er als rechter oder linker Tackle. In seinem letzten Collegejahr spielte er alle Spiele als linker Tackle.

## NFL
Im NFL Draft 2009 wurde Levitre von den Buffalo Bills in der zweiten Runde als 51. Spieler ausgewählt. In seiner ersten Saison bestritt er alle 16 Spiele. 2013 wechselte er für 48,6 Millionen US-Dollar zu den Tennessee Titans.
Bereits 2015 tauschten ihn die Titans für einen Sechstrundenpick zu den Atlanta Falcons. Mit den Falcons erreichte er den Super Bowl LI, der aber mit 28:34 gegen die New England Patriots verloren wurde.
Im Mai 2019 gab er seinen Rücktritt bekannt. Wiederholten Verletzungen am Trizeps verhinderten eine Rückkehr zur Saison 2019.